# براد ماك إيوان
براد ماك إيوان (بالإنجليزية: Brad McEwan)‏ هو مذيع أسترالي، ولد في 28 أبريل 1971 في أستراليا.

## وصلات خارجية
- براد ماك إيوان على موقع IMDb (الإنجليزية)